# Альтернативна музика

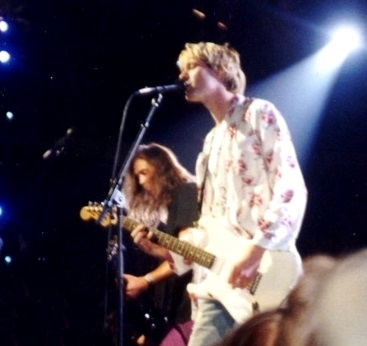
Nirvana

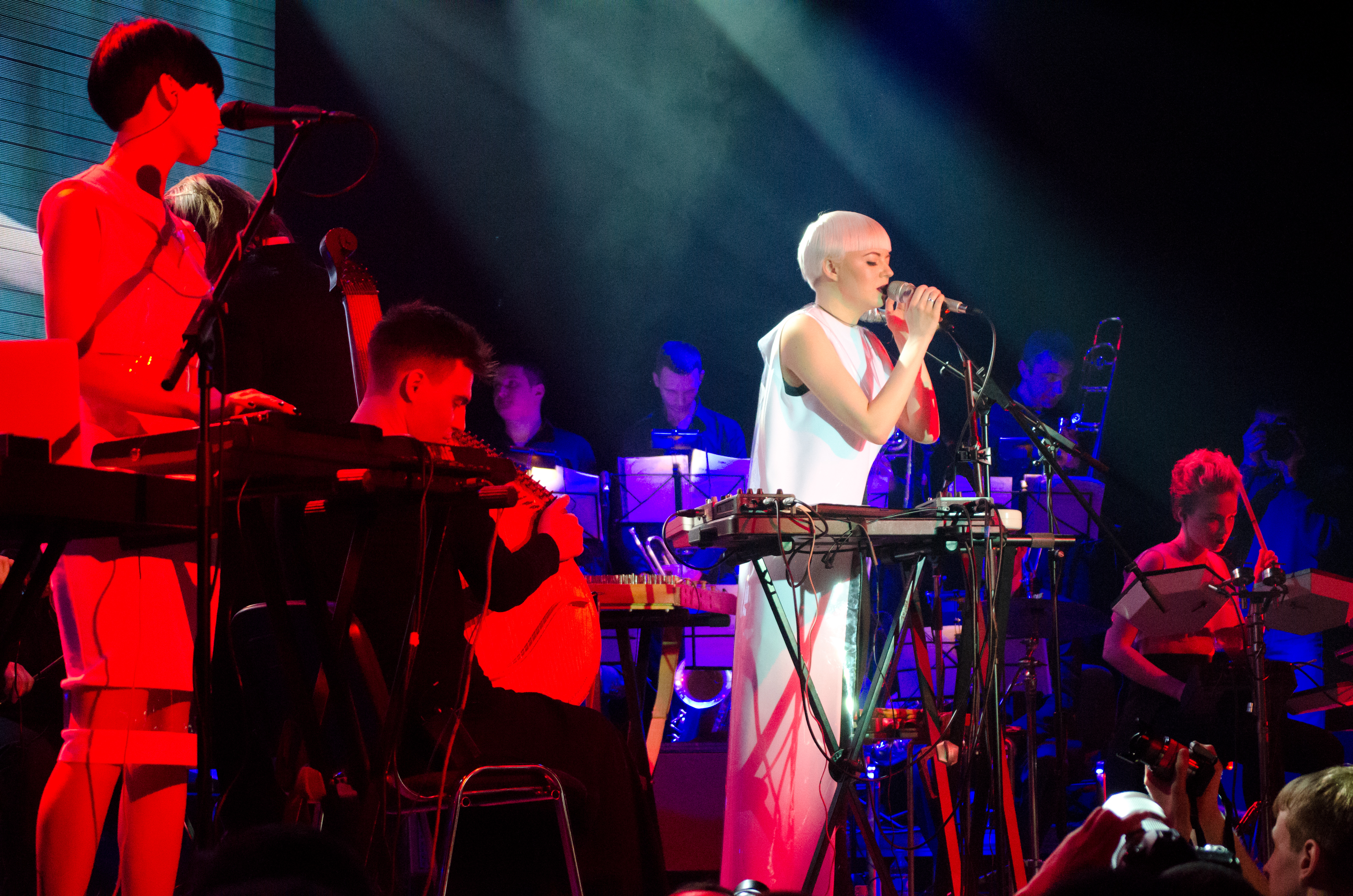
ONUKA

Альтернативна музика — необтяжене термінологічною точністю поняття, що позначає музику, яка не вписується в ті чи інші музичні напрямки. 
В англійській термінології термін «альтернативна музика» (англ. alternative music) є ідентичним терміна «альтернативний рок» (англ. alternative rock), причому, якщо американська англійська віддає перевагу останньому, то британська англійська — першому  Термін «альтернативна» з'явився в середині 1980-х, і початково мав ширше значення, окреслюючи цілу низку напрямків, таких як пост-панк, нова хвиля, індастріал та інші.  
У той же час існує і ширше розуміння альтернативної музики, що спирається на загальнокультурологічне поняття альтернативного мистецтва. При цьому під альтернативною музикою розуміють музику, яку не можливо вписати до тієї чи іншої традиції. До такої музики відносять різні мистецькі акції, що межують з хепенінгом, і пов'язані, як правило, з використанням усіляких мультимедійних засобів. До альтернативної іноді відносять також експериментальну електронну музику.